# Barrio lejano
Barrio lejano (遥かな町へ Harukana Machi e?) es un manga del japonés Jirō Taniguchi publicado en 1998. Existe una traducción al español, en dos tomos, realizada por Keiko Suzuki y M. Barrera y adaptada gráficamente por Frédéric Boilet en la editorial Ponent Mon (2003). 
En 2010 la trama del manga fue adaptada al contexto francés por el director Sam Garbarski en la película "Quartier Lointain". 

## Argumento
Se cuenta la historia de un hombre de 48 años que accidentalmente toma un tren que le lleva a la ciudad donde vivió sus primeros años, donde vuelve a una adolescencia que observa con otros ojos por la experiencia ya vivida.

## Premios
En 2003 recibió el premio Alph'Art del mejor guion en el Festival del Cómic de Angulema. En 2010 estuvo nominada a los Premios Eisner en la categoría de Mejor Álbum Gráfico.